# Peng! – Der Münchner Comicpreis
Peng! – Der Münchner Comicpreis ist ein deutscher Comicpreis, der 2005 ins Leben gerufen wurde. Seither wird er alle zwei Jahre im Rahmen einer Gala zum Comicfestival München verliehen.

## Kategorien
Die Kategorien wurden im Lauf der Jahre mehrfach verändert und angepasst. Seit 2009 wird in jeder Kategorie nur noch ein Platz vergeben. Seit 2007 wird der Peng!-Preis für das Lebenswerk vergeben.

### 2025
- Bester deutschsprachiger Comic: Mikael Ross für Der verkehrte Himmel (avant-verlag)
- Bester europäischer Comic: Luz für Zwei weibliche Halbakte (Reprodukt)
- Bester Comic aus dem englischen Sprachraum: Emil Ferris für Am liebsten mag ich Monster, Band 2 (Panini)
- Beste Sekundärliteratur: Alexander Braun für Black Comics: Vom Kolonialismus zum Black Panther (Panini)
- Beste Neuveröffentlichung eines Klassikers: André Franquin für Bravo Brothers (Carlsen Verlag)
- Bester Kindercomic: Jérôme Pélissier und Carine Hinder für Kleine Hexe Nebel 1: Das Erwachen des Drachen (Carlsen Verlag)
- Preis für das Lebenswerk: Chris Scheuer
- Peng!-Sonderpreis für besondere Leistungen für die Münchner Comickultur: Anton Biebl; außerdem Steffen Haas und Gunther Hansen für ihre Serie Das Küken, die Maus und das Bier, die über 25 Jahre im Magazin „In München“ veröffentlicht wurde. Ein weiterer Sonderpreis ging an Bernd Kreienbring, der seit 2011 aus Lübeck anreist und tatkräftig hilft.

### 2023
- Bester deutschsprachiger Comic: Helena Baumeister für oh cupid (avant-verlag)
- Bester europäischer Comic: Igort für Berichte aus der Ukraine 2: Tagebuch einer Invasion (Reprodukt)
- Bester Comic aus dem englischen Sprachraum: Dave McKean für RAPTOR (Cross Cult)
- Beste Sekundärliteratur: Alexander Braun für The Katzenjammer Kids (avant-verlag)
- Beste Neuveröffentlichung eines Klassikers: Alan Moore u. a. für Swamp Thing (Panini)
- Sonderpreise für Timur Vermes und Rainer Schneider
- Preis für das Lebenswerk: Gudrun Penndorf

### 2021
- Bester deutschsprachiger Comic: Uli Oesterle für Vatermilch: Die Irrfahrten des Rufus Himmelstoss (Vatermilch 1) (Carlsen Verlag)
- Bester europäischer Comic: Pascal Bresson und Sylvain Dorange für Beate und Serge Klarsfeld: Die Nazijäger (Carlsen Verlag)
- Bester nordamerikanischer Comic: George Takei, Justin Eisinger, Steven Scott, Harmony Becker für They Called Us Enemy (Cross Cult)
- Beste Sekundärliteratur: Alexander Braun für Will Eisner – Graphic Novel Godfather (avant-verlag)
- Beste Neuveröffentlichung eines Klassikers: Alexander Braun für Winsor McCays Little Nemo – Gesamtausgabe und George Herrimans "Krazy Kat" (beide TASCHEN Verlag)
- Besondere Leistungen für die Münchner Comic-Szene: Sabine Rinberger, die Direktorin des Valentin-Karlstadt-Musäums
- Preis für das Lebenswerk: Gerhard Seyfried

### 2019
- Bester deutschsprachiger Comic: Flix für Spirou in Berlin (Carlsen Verlag)
- Bester europäischer Comic: Mathieu Sapin für Gérard – Fünf Jahre am Rockzipfel von Depardieu (Gérard, cinq années dans les pattes de Depardieu) (Reprodukt)
- Bester nordamerikanischer Comic: Sean Murphy für Batman: Der Weiße Ritter (Panini)
- Beste Sekundärliteratur: Lars Banhold für Batman: Re-Konstruktion eines Helden (Christian A. Bachmann Verlag)
- Beste Neuveröffentlichung eines Klassikers: Alex Raymond: Rip Kirby – Die kompletten Comicstrips (Bocola Verlag)
- Besondere Leistungen für die Münchner Comic-Szene: Hans-Georg Küppers
- Preis für das Lebenswerk: Matthias Schultheiss

### 2017
- Bester deutscher Comic: Fil für Didi & Stulle Gesamtausgabe (Reprodukt)
- Bester deutscher Online-Comic: Maxim C. Seehagen: für Herrmann Comix – herrmann-comix.de
- Bester europäischer Comic: Thierry Smolderen und Alexandre Clérisse für Ein diabolischer Sommer (Carlsen Verlag)
- Bester nordamerikanischer Comic: Paul Dini und Eduardo Risso für Dark Night: Eine wahre Batman-Geschichte (Panini)
- Bester Manga: Kore Yamazaki für Die Braut des Magiers (Tokyopop)
- Beste Sekundärliteratur: Eckart Sackmann für Deutsche Comicforschung (comicplus+)
- Beste Neuveröffentlichung eines Klassikers: Eternauta von Héctor Germán Oesterheld und Francisco Solano López (avant-verlag)
- Besondere Leistungen für die Münchner Comickultur: Das Gratismagazin Comicaze
- Preis für das Lebenswerk: Herbert Feuerstein[1]

### 2015
- Bester deutscher Comic: Barbara Yelin für Irmina (Reprodukt)
- Bester deutscher Online-Comic: Johannes Kretzschmar für Beetlebum
- Bester europäischer Comic: Étienne Davodeau für Der schielende Hund (Egmont Ehapa Media)
- Bester nordamerikanischer Comic: Richard McGuire für Hier (DuMont)
- Bester Manga aus Japan/Ostasien: Jirō Taniguchi für Der Gourmet (Carlsen Verlag)
- Bester Manga aus Deutschland: David Füleki für 78 Tage auf der Straße des Hasses (Tokyopop)
- Beste Sekundärliteratur: Roy Thomas für 75 Jahre Marvel (Taschen)
- Beste Comic-Berichterstattung: Lars von Törne für Der Tagesspiegel
- Beste Neuveröffentlichung eines Klassikers: Fliegenpapier von Hans Hillmann (avant-verlag)
- Beste Comicverfilmung: Guardians of the Galaxy (Regie: James Gunn)
- Besondere Leistungen für die Münchner Comickultur: Eckart Schott (Salleck Publications)
- Preis für das Lebenswerk: Tomas Bunk

### 2013
- Bester deutscher Comic: Reinhard Kleist für Der Boxer: Die wahre Geschichte des Hertzko Haft (Carlsen Verlag)
- Bester europäischer Comic: Luke Pearson für Hilda und der Mitternachtsriese (Reprodukt)
- Bester nordamerikanischer Comic: Chris Ware für Jimmy Corrigan – Der klügste Junge der Welt (Reprodukt)
- Bester Manga aus Japan/Ostasien: Keito Koume und Isuna Hasekura für Spice & Wolf (Panini)
- Bester Manga aus Deutschland: Anike Hage, Anna Hollmann, Kei Ishiyama, Misaho Kujiradou, Mikiko Ponczeck, Inga Steinmetz, Luisa Velontrova, Nina Werner und Reyhan Yildirim für Grimms Manga Sonderband (Tokyopop)
- Beste Sekundärliteratur: Burkhard Ihme für Comic! Jahrbuch (ICOM)
- Beste Comic-Berichterstattung: Gerhard Förster für Die Sprechblase
- Beste Neuveröffentlichung eines Klassikers: Tarzan Sonntagsseiten (Bocola)
- Beste Comicverfilmung: Marvel’s The Avengers (Regie: Joss Whedon)
- Besondere Leistungen für die Münchner Comickultur: Herbert Meiler (Blatt, Strapazin)
- Preis für das Lebenswerk: Lona Rietschel

### 2011
- Bester deutscher Comic: Peer Meter und Isabel Kreitz für Haarmann (Carlsen Verlag)
- Bester deutscher Online-Comic: Sarah Burrini für Das Leben ist kein Ponyhof
- Bester europäischer Comic: Juanjo Guarnido und Juan Diaz Canales für Blacksad 4 – Die Stille der Hölle (Carlsen)
- Bester nordamerikanischer Comic: Grant Morrison und Frank Quitely für All-Star Superman (Panini)
- Bester Manga aus Japan/Ostasien: Eiichirō Oda für One Piece (Carlsen Verlag)
- Bester Manga aus Deutschland: Anna Hollmann für Stupid Story (Tokyopop)
- Beste Sekundärliteratur: Paul Levitz für 75 Jahre DC-Comic (Taschen)
- Beste Neuveröffentlichung eines Klassikers: Prinz Eisenherz Gesamtausgabe (Bocola)
- Beste Comicverfilmung: Kick-Ass (Regie: Matthew Vaughn)
- Besondere Leistungen für die Münchner Comickultur: Ralf Palandt und Gerhard Schlegel
- Preis für das Lebenswerk: Helmut Nickel

### 2009
- Bester deutscher Comic: Flix für Der Swimmingpool des kleinen Mannes (Carlsen Verlag)
- Bester europäischer Comic: Émile Bravo für Spirou – Porträt eines Helden als junger Tor (Carlsen)
- Bester Comic aus den USA: Adrian Tomine für Halbe Wahrheiten (Reprodukt)
- Bester Manga: Masashi Kishimoto für Naruto (Carlsen Verlag)
- Beste Sekundärliteratur: Scott McCloud für Comics machen (Carlsen Verlag)
- Beste Neuveröffentlichung eines Klassikers: Watchmen Absolute Edition (Panini)
- Beste Comicverfilmung: The Dark Knight (Regie: Christopher Nolan)
- Besondere Leistungen für die Münchner Comickultur: Wolfgang J. Fuchs und Reinhold Reitberger
- Preis für das Lebenswerk: Hansrudi Wäscher

### 2007
- Bester deutscher Comic
  - Platz 1: Reinhard Kleist für Cash – I see a darkness (Carlsen Verlag)
  - Platz 2: Fil für Didi und Stulle (Zitty / Reprodukt)
  - Platz 3: Isabel Kreitz für Der 35. Mai (Dressler)
- Bester europäischer Comic
  - Platz 1: Alessandro Barbucci und Barbara Canepa für Monster Allergy (Ehapa)
  - Platz 2: Régis Loisel und Jean-Louis Tripp für Das Nest (Carlsen Verlag)
  - Platz 3: Tiziano Sclavi für Dylan Dog (Schwarzer Klecks)
- Bester Comic aus den USA
  - Platz 1: Craig Thompson für Tagebuch einer Reise (Reprodukt)
  - Platz 2: Robert Kirkman für The Walking Dead (Cross Cult)
  - Platz 3: Darwyn Cooke für Neue Horizonte (Panini)
- Bester Manga
  - Platz 1: Tsugumi Ōba und Takeshi Obata für Death Note (Tokyopop)
  - Platz 2: Masashi Kishimoto für Naruto (Carlsen Verlag)
  - Platz 3: Ai Yazawa für Nana (EMA)
- Beste Sekundärliteratur
  - Platz 1: Reddition (Edition Alfons)
  - Platz 2: Comixene (INK)
  - Platz 3: Michael Farr für Auf den Spuren von Tim und Struppi (Carlsen Verlag)
- Beste Neuveröffentlichung eines Klassikers
  - Platz 1: Peanuts Werkausgabe (Carlsen)
  - Platz 2: Prinz Eisenherz – Hal Foster Gesamtausgabe (Bocola)
  - Platz 3: Die Blueberry-Chroniken (Ehapa)
- Beste Comicverfilmung
  - Platz 1: Sin City (Regie: Robert Rodriguez und Frank Miller)
  - Platz 2: 300 (Regie: Zack Snyder) nach dem Comic von Frank Miller
  - Platz 3: V wie Vendetta (Regie: James McTeigue) nach dem Comic von Alan Moore und Eddie Campbell
- Besondere Leistungen für die Münchner Comic-Kultur
  - Fredi Öttl
- Preis für das Lebenswerk
  - Rolf Kauka

### 2005
- Bester Comic
  - Platz 1: Craig Thompson für Blankets (Thomas Tilsner Verlag)
  - Platz 2: Régis Loisel für Peter Pan (Ehapa)
- Beste deutschsprachige Veröffentlichung eines Comicklassikers:
  - Platz 1: Will Eisner, Spirit Archive (Salleck)
  - Platz 2: Keiji Nakazawa, Barfuß durch Hiroshima (Carlsen Verlag)
- Beste Comicverfilmung
  - Platz 1: American Splendor (Regie: Robert Pulcini, Shar Springer Berman) nach den Comics von Harvey Pekar
  - Platz 2: Hellboy (Regie: Guillermo del Toro) nach den Comic von Mike Mignola
- Besondere Leistung eines Verlegers
  - Platz 1: Eckart Schott (Salleck Publications)
  - Platz 2: Dirk Rehm (Reprodukt)
- Bester Letterer
  - Platz 1: Dirk Rehm für Die Sputnik-Jahre von Baru
  - Platz 2: Gerhard Förster für Blueberry
- Bester Comicfachautor/Comicfachjournalist
  - Platz 1: Volker Hamann
  - Platz 2: Andreas C. Knigge